# Burgstall Völlburg
Der Burgstall Völlburg ist eine abgegangene mittelalterliche Höhenburg auf dem 320 m ü. NHN hohen Berg „Völlburg“ zwischen Herbstadt und dem Ortsteil Ottelmannshausen im Landkreis Rhön-Grabfeld in Bayern.
Der im Norden und im Süden von zwei kleinen Bächen umspülte kegelförmige Berg ist dreimal künstlich terrassiert und abgesteilt. Die oberste Terrasse hat einen Durchmesser von 35 mal 40 Meter und diente als Wohnplateau. Im 19. Jahrhundert wurden die letzten Reste der Burganlage abgebrochen.
Die Burg wurde vor 1100 von den Herren von Herbilstadt als Fliehburg erbaut.